# Pojktanten
Pojktanten är en dansk-svensk dokumentärfilm från 2012 i regi av Ester Martin Bergsmark.
Filmen är Ester Martin Bergsmarks dokumentär om hens eget förhållande till partnern och älskaren Eli. Filmen varvar ett dokumentärt samtal mellan Ester Martin och Eli i badkaret med iscensatta episoder ur en pojktants uppväxt.
Pojktanten belönades med flera priser. 2012 fick den Göteborgs filmfestivals nordiska filmpris, pris vid Outfest Los Angeles Gay & Lesbian Film Festival, diplom vid International Film Festival Message to Man i Sankt Petersburg och hedersomnämnande vid International Film Festival of the Art of Cinematography i Polen. 2013 nominerades den till en Guldbagge för "bästa dokumentärfilm".